# Episodi di Maverick (quinta stagione)
La quinta stagione della serie televisiva Maverick è andata in onda negli Stati Uniti dal 17 settembre 1961 al 22 aprile 1962 sulla ABC.
| nº | Titolo originale             | Titolo italiano | Prima TV USA      | Prima TV Italia |
| -- | ---------------------------- | --------------- | ----------------- | --------------- |
| 1  | Dade City Dodge              |                 | 17 settembre 1961 |                 |
| 2  | The Art Lovers               |                 | 1º ottobre 1961   |                 |
| 3  | The Golden Fleecing          |                 | 8 ottobre 1961    |                 |
| 4  | Three Queens Full            |                 | 12 novembre 1961  |                 |
| 5  | A Technical Error            |                 | 26 novembre 1961  |                 |
| 6  | Poker Face                   |                 | 7 gennaio 1962    |                 |
| 7  | Mr. Muldoon's Partner        |                 | 11 febbraio 1962  |                 |
| 8  | Epitaph for a Gambler        |                 | 4 marzo 1962      |                 |
| 9  | The Maverick Report          |                 | 11 marzo 1962     |                 |
| 10 | Marshal Maverick             |                 | 1º aprile 1962    |                 |
| 11 | The Troubled Heir            |                 | 8 aprile 1962     |                 |
| 12 | The Money Machine            |                 | 15 aprile 1962    |                 |
| 13 | One of Our Trains is Missing |                 | 22 aprile 1962    |                 |

## Dade City Dodge
- Diretto da: Irving J. Moore
- Scritto da: George F. Slavin

### Trama
- Guest star: Kathleen Crowley (Marla), Mike Road (Pearly Gates), Gage Clarke (Luke Harper), Robert Burton (giudice Kincaid), Ken Lynch (sceriffo Clark), Guy Wilkerson (Kerns), Mickey Morton (sceriffo Tiray), Charles Arnt (Charles Mason), Edward J. Marr (Sykes)

## The Art Lovers
- Diretto da: Michael O'Herlihy
- Scritto da: Peter Germano

### Trama
- Guest star: Jack Cassidy (Roger Cushman), James Westerfield (Paul Sutton), John Hoyt (George Cushman), Leon Belasco (Cosmo Nardi), Laurie Main (Crimmins), Maurine Dawson (Anne Sutton), John Alderson (capitano Bly), Gertrude Flynn (Reba Sutton), Stanley Farrar (Leighton Borg), Stephen Chase (Taber Scott), Lou Krugman (LaRouche)

## The Golden Fleecing
- Diretto da: Irving J. Moore
- Scritto da: Charles Smith

### Trama
- Guest star: Herb Vigran (Butler), John Qualen (Henry Albright), Paula Raymond (Adele Jaggers), Olive Sturgess (Phoebe Albright), Richard Loo (Lee Hong Chang), Myron Healey (Frank Mercer), J. Edward McKinley (Loftus Jaggers), Charles Meredith (Seth Carter), Harry Harvey (capitano Owens)

## Three Queens Full
- Diretto da: Michael O'Herlihy
- Soggetto di: William Bruckner, Robert Hamner

### Trama
- Guest star: Jim Backus (Big Joe Wheelwright), Kasey Rogers (Emma Walter), Merry Anders (Cissie Anderson), Allyson Ames (Lou Ann Smythe), Joseph Gallison (Small Paul Wheelwright), Jake Sheffield (Moose Wheelwright), Larry Chance (Henry Wheelwright), Frank Ferguson (sceriffo Mattson), Harry Lauter (Matthew Braze), Willard Waterman (Henry Whittleseed), Don Kennedy (Humbolt)

## A Technical Error
- Diretto da: Marc Lawrence
- Scritto da: David Lang (sceneggiatura), Irene Winston (sceneggiatura) e David Lang (soggetto)

### Trama
- Guest star: Peter Breck (Doc Holliday), Frank DeKova (Blackjack Hardy), Reginald Owen (maggiore Holbrook Sims), Alma Platt (Mrs. Hennessey), Ben Gage (sceriffo), Gayla Graves (Holly), Frank London (Sonny Hardy), Stephen Coit (Kraft), Paul Barselou (Ferguson), Jake Sheffield (Deputy), Jolene Brand (Penelope Baxter)

## Poker Face
- Diretto da: Michael O'Herlihy
- Scritto da: Fred Eggers (sceneggiatura) e Jennings Perry (soggetto)

### Trama
- Guest star: Rodolfo Acosta (Sebastian Balones), Carlos Rivas (Luis), Tol Avery (George Rockingham III), Anna Navarro (Maria), William Fawcett (Stallion), Nancy Hsueh (Rose Kwan), Doris Lloyd (Lady Florentine Bleakly), Richard Hale (dottor Jonas Jones), I. Stanford Jolley (Dave McGraw), Jorge Moreno (capitano Moreno)

## Mr. Muldoon's Partner
- Diretto da: Marc Lawrence
- Scritto da: William Bruckner (sceneggiatura) e Lee E. Wells (soggetto)

### Trama
- Guest star: Mickey Shaughnessy (Muldoon), Ray Teal (sceriffo Bundy), Janet Lake (Bonnie Shay), Terence de Marney (Terrance Rafferty), Tim Rooney (Timmy), Mikki Jamison (Maureen), John Alderson (Simon Girty), Marshall Reed (Hatfield), Charles Lane (Proprietor)

## Epitaph for a Gambler
- Diretto da: Irving J. Moore
- Scritto da: George F. Slavin

### Trama
- Guest star: Fred Beir (sceriffo Ed Martin), Marie Windsor (Kit Williams), Don Haggerty (Lucky Matt Elkins), Robert J. Wilke (Diamond Dan Malone), Joyce Meadows (Linda Storey), Frank Albertson (Harvey Storey), Adam Williams (Sam Elkins), Harry Harvey, Jr. (Wes Taylor), Les Hellman (Whitey)

## The Maverick Report
- Diretto da: Irving J. Moore
- Scritto da: Irene Winston

### Trama
- Guest star: Peter Breck (Doc Holliday), Ed Nelson (Gary Harrison), Lloyd Corrigan (senatore Hiram Porter), Jo Morrow (Jeanie Porter), George N. Neise (Jonesy), Don C. Harvey (sceriffo Bentley), Kem Dibbs (Ames), Patricia Crest (Molly Malone)

## Marshal Maverick
- Diretto da: Sidney Salkow
- Scritto da: Arnold Belgard (soggetto e sceneggiatura) e James O'Hanlon (sceneggiatura)

### Trama
- Guest star: John Dehner (Archie Walker), Peter Breck (Doc Holliday), Gail Kobe (Theodora Rush), Earl Hammond (Billy Coe), Willard Waterman (sindaco Oliver), Med Flory (Wyatt Earp), Herb Vigran (Elkins), Jerry Hausner (George), Kay E. Kuter (First Creditor), Greg Benedict (Keno), Zack Foster (cowboy), Lane Chandler (Stagecoach Passenger)

## The Troubled Heir
- Diretto da: Sidney Salkow
- Scritto da: George F. Slavin

### Trama
- Guest star: Kathleen Crowley (Marla), Mike Road (Pearly Gates), Alan Hale, Jr. (Big Jim Watson), Frank Ferguson (sceriffo Hawkins), Will Wright (sceriffo Bentley), Gordon Jones (Ward Quillan), Chick Chandler (Slippery Perkins), Will J. White (Hub)

## The Money Machine
- Diretto da: Lee Sholem
- Scritto da: Robert Vincent Wright

### Trama
- Guest star: Andrew Duggan (Big Ed Murphy), Patrick Westwood (London Latimer), Henry Corden (professore Raynard), Ted de Corsia (Cannonball Clyde Bassett), Frank London (Bellboy), Nesdon Booth (Hal Smythe), Guy Wilkerson (Mark Conway), Charles Fredericks (Marshal Hodgkins), Sig Ruman (Jonckbloet), Kathy Bennett (Jacqueline Sutton), Jonathan Hole (impiegato), Ken Lynch (Pit Boss)

## One of Our Trains is Missing
- Diretto da: Lee Sholem
- Scritto da: Robert Vincent Wright

### Trama
- Guest star: Kathleen Crowley (Modesty Blaine), Peter Breck (Doc Holliday), Alan Hewitt (Amos Skinner), Barry Kelley (Diamond Jim Brady), Gage Clarke (Montague Sprague), Kevin Hagen (Justin Radcliffe), Mickey Simpson (Leroy Hoad), Emory Parnell (Clarence), Greg Benedict (Tim Hardesty), Glenn Stensel (Rufe)